# Kunsthalle Wilhelmshaven
Die Kunsthalle Wilhelmshaven ist ein Ausstellungshaus für zeitgenössische Kunst in Wilhelmshaven und die älteste Kulturinstitution der Stadt. Sie wurde im Jahr 1913 als Kaiser-Friedrich-Kunsthalle eröffnet. Die Gründung erfolgte auf Initiative des damaligen Chefs der Marinestation der Nordsee, Admiral Friedrich Graf von Baudissin (1852–1921), und sollte den Bewohnern der Stadt mit wechselnden Ausstellungen auch Bildende Kunst zugänglich machen.
Nach der Zerstörung im Zweiten Weltkrieg zog die Kunsthalle zunächst in eine von der Militärregierung zur Verfügung gestellte Baracke, bevor sie 1968 ein neues Gebäude am Adalbertplatz bezog. Die Wilhelmshavener Architekten Harms und Sommerfeld verwirklichten einen sachlich nüchternen, an Bauhaus-Vorbilder angelehnten Bau mit Elementen des Brutalismus, in dem seitdem eine große Vielfalt an Ausstellungen zu sehen war. Erster Leiter nach dem Krieg war der Künstler Siegfried Pagel, der auch das Betonrelief der Kunsthalle gestaltete.

## Geschichte

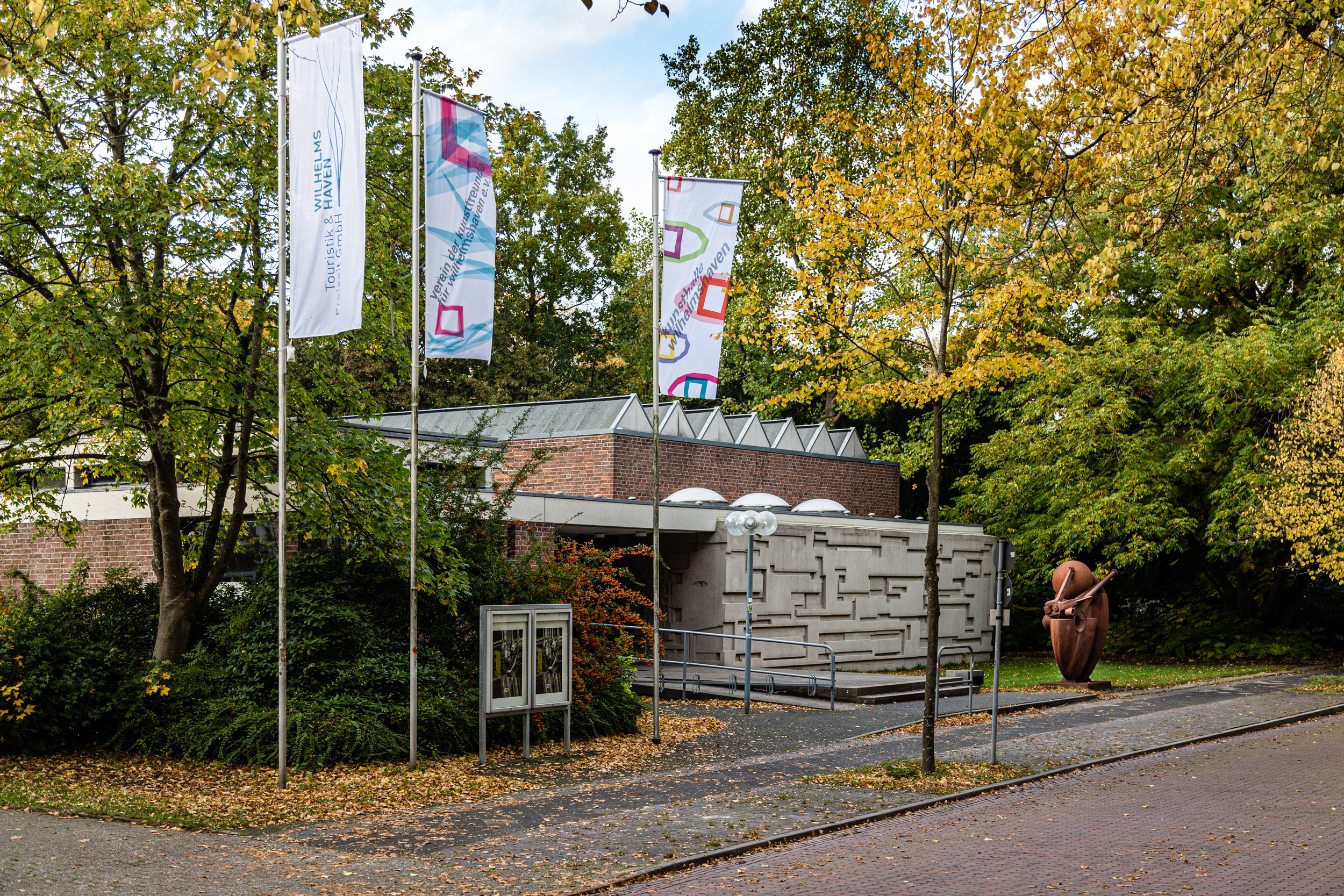
Kunsthalle Wilhelmshaven 2020, Foto: Lars Wohlnick

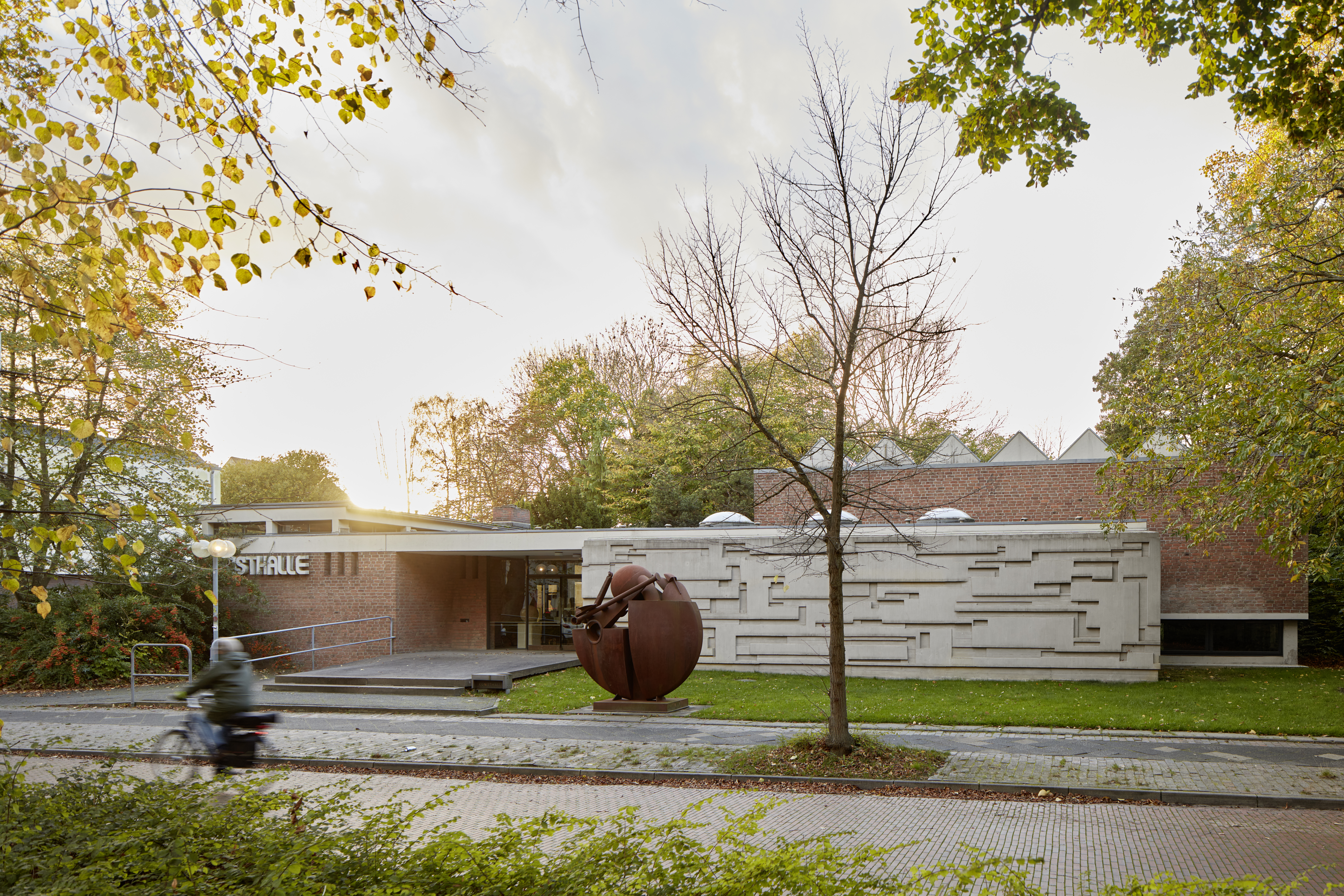
Kunsthalle Wilhelmshaven 2022, Foto: Edward Greiner

Die Geschichte der Kunsthalle ist mit dem am 10. Januar 1912 gegründeten Verein der Kunstfreunde für Wilhelmshaven-Rüstringen verbunden. Initiatoren waren der Chef der Marinestation der Nordsee, Admiral Friedrich Graf von Baudissin, und der Wilhelmshavener Oberbürgermeister Emil Bartelt. Zuvor hatten 300 Wilhelmshavener Bürger einen Aufruf zur Gründung einer Kunsthalle unterzeichnet. Das Ziel war es, die neu aufblühende Stadt „etwas schmackhafter zu gestalten, als es von der Natur geschehen ist“, wie von Baudissin betonte.
Die Gründung der Kunsthalle war eine Gemeinschaftsanstrengung: Mit Unterstützung Kaiser Wilhelms II. konnte von Baudissin den Kaiser-Friedrich-Denkmal-Verein überzeugen, seine für ein Monument Friedrichs III. (der 1888 vor seinem Tod nur 99 Tage lang Deutscher Kaiser war) gesammelten Gelder, insgesamt 18.844 Mark, für den Bau der Kunsthalle zur Verfügung zu stellen. Die Marine trat einen Teil ihres „Offiziersspielplatzes“, eines Tennisplatzes an der Gökerstraße/Ecke Viktoriastraße, nur wenige hundert Meter vom heutigen Kunsthallengebäude entfernt, ab. Kaiser Wilhelm II. versprach Leihgaben aus anderen Museen des Reiches und unterstützte den Bau mit 12.648,20 Mark aus einem ihm persönlich unterstellten Förderfonds. So wurde die Kaiser-Friedrich-Kunsthalle am 23. Februar 1913 nach einjähriger Bauzeit eingeweiht. Seit 1915 entstand die Städtische Gemäldesammlung, in der regional bedeutende Künstler wie Johann Georg Siehl-Freystett, Poppe Folkerts und Bernhard Winter, ebenso wie überregional bekannte wie Lovis Corinth, Franz Radziwill, Paul Baum und Otto Modersohn mit einzelnen Werken vertreten sind. Schon 1934 wurde der Verein der Kunstfreunde durch den regimetreuen Oberbürgermeister von Rüstringen, Gustav Nutzhorn, auf NS-Kurs gebracht und nicht aufgelöst wie andere Kulturvereine. Im Zweiten Weltkrieg wurde die Kunsthalle zerstört – vom historischen Bau sind nur zwei Portalkugeln erhalten, die sich heute im Eingangsbereich der neuen Kunsthalle befinden. Am 29. November 1945 konstituierte sich der Verein der Kunstfreunde für Wilhelmshaven zum zweiten Mal. Einstweiliger Ausstellungsort wurde eine von der Militärregierung zur Verfügung gestellte ausgediente Baracke, das „Kulturheim“ auf dem Gorch-Fock-Platz, nur wenige Meter vom alten Standort der Kunsthalle entfernt. Am Pfingstsonntag 1946 eröffnete der Ausstellungsbetrieb; ab 1958 wurde das im Volksmund „Kunstscheune“ genannte Gebäude von der Stadt Wilhelmshaven wieder offiziell Kunsthalle genannt. Das baufällige Übergangsgebäude, das kaum gesichert war, wurde 1967 durch einen Brand zerstört, während wenige Meter entfernt auf der Adalbertstraße bereits das aktuelle Kunsthallengebäude entstand.

## Architektur

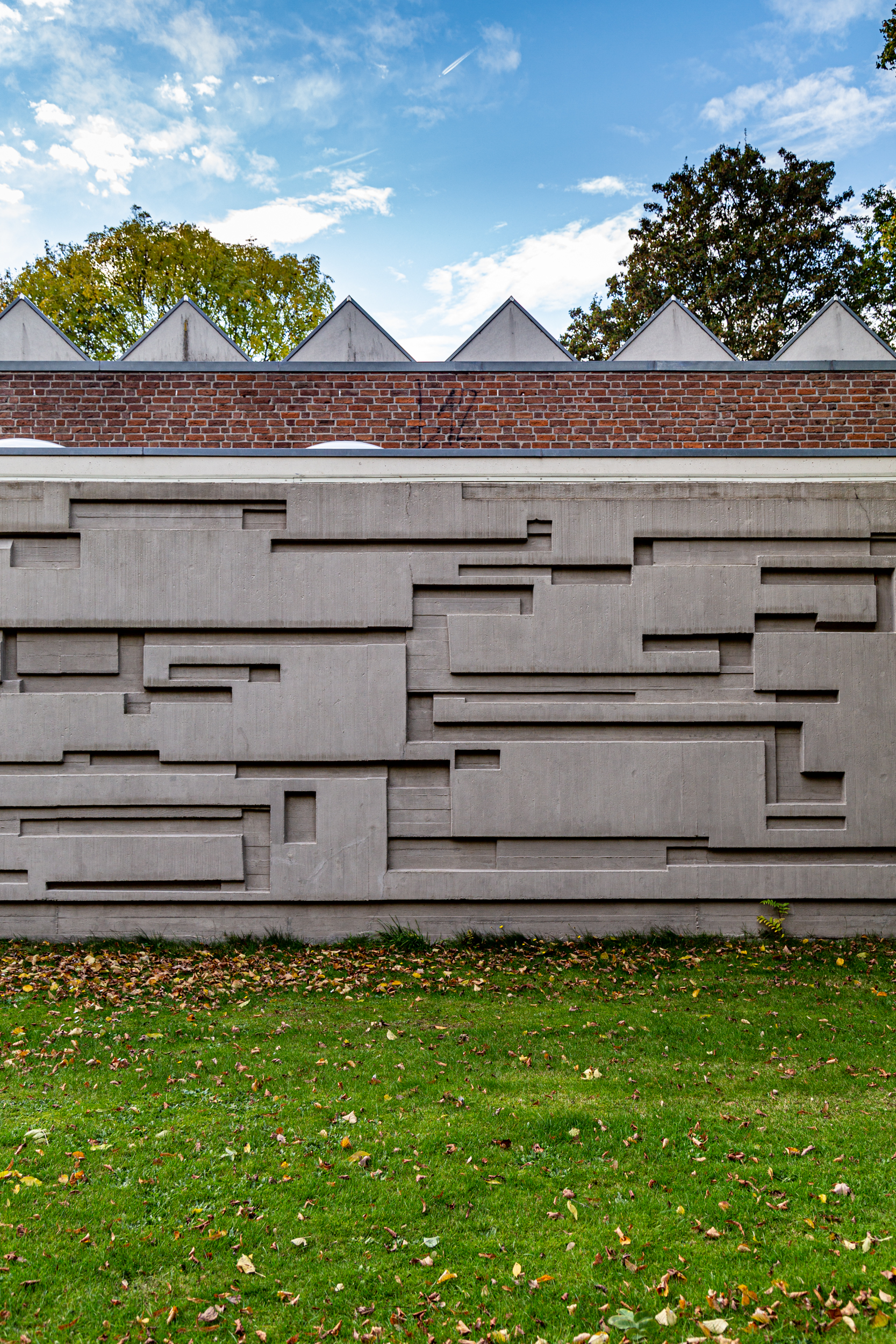
Fassade der Kunsthalle, Betonrelief gestaltet von Siegfried Pagel. Foto: Lars Wohlnick

1962 hatte der Verein der Kunstfreunde für Wilhelmshaven eine „Denkschrift für den Neubau einer Kunsthalle“ vorgelegt. 1964 lobte die Wilhelmshavener Stadtverwaltung einen beschränkten Ideenwettbewerb mit fünf Wilhelmshavener Teilnehmern (Hans Günter Harms, Franz Iwersen, Willi Lübbers, Frank Sommerfeld, Stadtbauamt) für einen Neubau aus. Es gab keine Vorgabe für ein Raumprogramm, aber den Hinweis, dass der von Dieter Oesterlen 1957 für den Kunstkreis in Hameln errichtete Bau Inspiration sein könnte. Da das Wettbewerbsergebnis uneindeutig war und kein erster Platz vergeben wurde, erhielten Hans Günter Harms und Frank Sommerfeld 1965 die Aufforderung, einen gemeinsamen Entwurf einzureichen. Am 3. März 1968 wurde der Neubau eingeweiht. In der Tradition der Bauhaus-Moderne entstand ein von Klinker und Beton geprägter Bau mit scharfen Profilen, flachen Dächern und ineinanderfließenden Räumen auf drei Ebenen, der ursprünglich größer geplant war. So sollte das Gebäude an der westlichen Gartenseite weitere Ausstellungs- und Funktionsräume erhalten – anstelle des Gartens war nur ein kleines Atrium vorgesehen. Das Äußere der Kunsthalle ist geprägt von rotem Klinker, einem Sheddach über der Ausstellungshalle und einem 18 Meter langen, die Fassade dominierenden Relief, das der Wilhelmshavener Künstler und Kunsthallenleiter Siegfried Pagel schuf. Die Reduktion der verwendeten Materialien (weiße Wände, grauer Sichtbeton) und Formen im Innern der Kunsthalle soll eine hohe Konzentration auf den Raum und die hier gezeigte Kunst ermöglichen. Vier Treppen verbinden Souterrain, Parterre und Empore und machen unterschiedliche Rundgänge mit verschiedenen Perspektiven möglich. Die Räume der Kunsthalle werden sowohl für das Ausstellen von Malerei, als auch für Installationen, Performance-, Konzert-, Tanz-, Literatur- und Diskussionsveranstaltungen genutzt. Seit 2008 steht der Bau unter Denkmalschutz.

## Ausstellungen
Die Kunsthalle Wilhelmshaven zeigt vor allem Wechselausstellungen zur Kunst des 20. und 21. Jahrhunderts. Im Jahr werden etwa sechs Ausstellungen gezeigt. 2006/2007 war die Kunsthalle in ihrem Bestand durch politische Sparwünsche seitens der Stadtverwaltung bedroht, was abgewendet werden konnte. Zum einhundertsten Jahrestag des Vereins der Kunstfreunde für Wilhelmshaven zeigte die Kunsthalle 2012 die Ausstellung Zwischen Kaiseranspruch und Secession. Der Verein, die Stadt und ihre Kunstsammlung mit Landschaftsmalerei von Paul Baum, Walter Leistikow, Otto Modersohn und Johann Georg Siehl-Freystett.
- 2023: GEZWITSCHER. Kunst aus der Vogelperspektive
- 2023: THE WAY I SEE IT. 6 x Malerei
- 2023: NORDWESTKUNST 2023
- 2022: FLUXUS MATTERS
- 2022: Katja Aufleger. IT’S NEVER TOO LATE TO PANIC
- 2022: Inge Meijer. MAPLE TREE (im Rahmen der Ostfrieslandbiennale)
- 2022: CYCLOPHILIA. Das Fahrrad in Kunst und Musik
- 2022: Reiko Yamaguchi. Membran
- 2022: Alexander Janz. Among other things
- 2022: Ziiiiuu ennze ziiiiuu nnzkrrmüüüü? KURT SCHWITTERS' URSONATE in der Kunst von heute
- 2022: NORTH OVERSEE. Einladung an alle Künstler der Nordwestregion
- 2021: SECRET FRIENDS
- 2021: NORDWESTKUNST 2021
- 2021: By the Sea. Land Art, Performance, Minimal Art
- 2021: Malte Bartsch. Wette auf die Zukunft
- 2020: Yehudit Sasportas. Archäologie des Unsichtbaren
- 2020: Waterscapes. Wasserbilder von David Borgmann, Rainer Fetting, Thomas Hartmann, Katrin Roeber und Astrid Schröder
- 2020: Reiner Maria Matysik. Komm, nimm mich.
- 2020: Liza Dieckwisch. WHEN CAKE GLAZE SHINES PERFECTLY
- 2020: David Rauer & Samuel Treindl. AFTERADALBERTPLUNDERSCULPTURE
- 2019: Chloë Bass & Bill Dietz. Trade Show
- 2019: Through a Forest Wilderness
- 2019: Moritz Götze. Götzendämmerung
- 2019: Hartmut Wiesner: Wild Wachsen. Bilder 2012–2019
- 2019: Bernd Zimmer: Kristallwelt
- 2018: Agata Madejska. Modified Limited Hangout
- 2018: Venske & Spänle. Übernahme
- 2018: Wendepunkte. Das Jahr 1968. Positionen deutscher Kunst – und was aus ihnen wurde
- 2018: David Borgmann. It Will Also Change
- 2017: Norbert Schwontkowski. Dem Tod ins Gesicht gelacht. Vorher im Museum Goch. Begleitbuch.
- 2017: ungeniert/engagiert. Kunst aus den Straßen Berlins. Katalog
- 2017: Ralf Peters. Zwischen Tag und Nacht, Fotografische Werke
- 2017: NORDWESTKUNST 2017. Die Nominierten
- 2016: Gefährdete Pracht. Textildesign der Schweizer Kultmarke Fabric Frontline zwischen Kunst, Mode und Ökologie
- 2016: Rolf Julius. Musik ist überall. Werke 1979–2010
- 2016: Jan Albers. haLLuZinOgen
- 2016: Zwei Meter unter Null. Eine Kunstausstellung zum Klimawandel im Norden
- 2016: Junger Blick auf Bauikone der Stadt Wilhelmshaven. Entwürfe für einen Erweiterungsbau der Kunsthalle Wilhelmshaven am Adalbertplatz
- 2015: 15 Jahre Preis der NORDWESTKUNST. Highlights der bisherigen Preisträger
- 2015: Stefan Ettlinger. Bahnhofstraße/Milchstraße Malerei 1985–2015
- 2015: Das Publikum als Souverän. Partizipative Strategien in der Kunst heute
- 2015: 20 Jahre Neuerwerbungen für die Grafische Sammlung. Die Bedeutung der Griffelkunst-Vereinigung für Wilhelmshaven
- 2014: NORDWESTKUNST 2013. Die Preisträgerinnen Gosia Machon und Jenny Feldmann
- 2014: Antworten auf Calder. Mobiles in der Gegenwartskunst
- 2014: Structures/Strukturen. Britische und deutsche Malerei im Dialog/British and German Painting in Dialogue
- 2014: Sammeln im Norden. Schätze aus Privatsammlungen in Wilhelmshaven und im Oldenburger Land
- 2013: NORDWESTKUNST 2013. Die Nominierten
- 2013: Francisco Montoya Cázarez. Kingdom
- 2013: Jochen Mühlenbrink. FRAGIL. Bilder einer Ausstellung
- 2013. Christian Pilz. Zeichnungen 2006 bis 2013
- 2013: Karen Geyer. Grautonorchester, eine Klanglandschaft
- 2007: Gereon Krebber Plastik. All that is solid melts into air
- 2006: Horst Keining. New Spray
- 2006: Tiefes Licht. Schwarz in der zeitgenössischen Fotografie. Zofia Kulik + Peter Schlör + Michael Schnabel + Ingolf Timpner + Adam Thompson
- 2006: Die Malerei der Freiheit. Meisterwerke polnischer konkreter Kunst aus dem Bezirksmuseum Bydgoszcz 1960–1980
- 2006: Leonard Wübbena.10 Jahre danach. Rocaille und Industrie
- 2006: Claudia Hinsch + Stefan Roigk. Preisträger der NordWestKunst 2005
- 2005: Gott sehen. Risiko und Chancen religiöser Bilder
- 2005: Birgit Antoni. Brause
- 2005: Rainer Fetting trifft Lovis Corinth. Wilde Malerei über die Zeit
- 2005: NordWestKunst 2005. Die Nominierten
- 2005: Anke Erlenhoff. Farbe und Drama
- 2004: Christian Holtmann + Patricia Lambertus. Preisträger der NordWestKunst 2003
- 2004: Rik van Iersel. Transparency
- 2004: Was Ihr wollt!Ein imaginäres Porträt von Wilhelmshaven.
- 2004: Strenges Holz. Heiner Szamida – Helga Weihs – Jan de Weryha
- 2004: Ralf Peters. Plastische Fotografie
- 2003: NordWestKunst 2003. Die Nominierten
- 2003: Kaiser Wilhelm II. als Zeichner und Maler
- 2003. Ornament – Schönheit und Verbrechen. Mariella Mosler + Silke Radenhausen + Jochen Twelker + Ekrem Yalcindag
- 2003: Fahnenmeer. Die Ausstellung
- 2003: Marie-Jo Lafontain. Babylon Babies
- 2002: Landschaft. Fotografien von Robert Adams, Joachim Brohm, Laurenz Berges, Bernhard Fuchs und Simone Nieweg
- 2002: Marina Schulze − Diego Castro − Christine Schulz. Preisträger der NordWestKunst 2002

## Kunsthallenleitung
- 1968–1979: Siegfried Pagel
- 1980–1989: Joachim Diederichs
- 1990: Uta Gnewuch
- 1991–1998: Bernd Küster
- 1999: Matthias Friederich
- 1999–2002: Ute Riese
- 2002–2006: Daniel Spanke
- 2007–2017: Viola Weigel
- 2017–2018: Jürgen Fitschen
- ab 2018: Petra Stegmann